# Cuenotia speciosa
Cuenotia speciosa là một loài thực vật có hoa trong họ Ô rô. Loài này được Rizzini mô tả khoa học đầu tiên năm 1956.